# Test de Dirichlet
Cet article court présente un sujet plus développé dans : Sommation par parties.
En analyse mathématique, le test de Dirichlet est un critère de convergence de certaines séries numériques ou vectorielles.

Si {\displaystyle (a_{n})} est une suite réelle monotone de limite nulle et {\displaystyle (b_{n})} une suite à sommes partielles bornées dans un espace de Banach {\displaystyle E}, alors la série {\displaystyle \sum a_{n}b_{n}} converge dans {\displaystyle E}.